# Берті Суарес
Берті Суарес (ісп. Berthy Suárez, нар. 24 червня 1969, Санта-Крус-де-ла-Сьєрра) — болівійський футболіст, що грав на позиції нападника, зокрема за «Блумінг» та національну збірну Болівії.

## Клубна кар'єра
У дорослому футболі дебютував 1990 року виступами за команду «Блумінг», в якій провів чотири сезони, взявши участь у 119 матчах чемпіонату.  Більшість часу, проведеного у складі «Блумінга», був основним гравцем атакувальної ланки команди. У складі «Блумінга» був одним з головних бомбардирів команди, маючи середню результативність на рівні 0,42 гола за гру першості.
1995 року перейшов до «Гвабіри», того ж року відзначився 29-ма голами у 40 іграх болівійської першості, ставши її найкращим бомбардиром.
1996 року забивний нападник перейшов до «Ді Сі Юнайтед», представника північноамериканської MLS. Проте у США Суарес не заграв і наступного року повернувся на батьківщину, де грав спочатку за «Зе Стронгест», а згодом за «Орієнте Петролеро».
Завершував ігрову кар'єру у «Зе Стронгест», до якого повернувся 2000 року.

## Виступи за збірну
1991 року дебютував в офіційних матчах у складі національної збірної Болівії.
У складі збірної був учасником розіграшу Кубка Америки 1991 року в Чилі та розіграшу Кубка Америки 1995 року в Уругваї.
Загалом протягом кар'єри в національній команді, яка тривала 9 років, провів у її формі 28 матчів, забивши 8 голів.

## Титули і досягнення
- Найкращий бомбардир чемпіонату Болівії (1):

1995 (29 голів)